# Gigi D'Alessio
Luigi D'Alessio, connu comme Gigi D'Alessio (né le 24 février 1967 à Naples) est un acteur, chanteur et auteur-compositeur-interprète italien.

## Carrière
Vers l'âge de 4 ans, son père lui offre son premier instrument de musique, un accordéon.
Etant assez doué , Gigi D'Alessio entre à 12 ans au Conservatoire San Pietro a Majella de Naples et obtient son diplôme de piano à l'âge de 21 ans. 
Rapidement, Gigi entre dans le circuit des studios d'enregistrement de sa ville en collaborant avec une série d'arrangeurs, musiciens, compositeurs et auteur.
En 1992, il sort son premier album Lasciatemi Cantare.
Son 2e album Scivolando verso l'alto se vend à 30.000 exemplaires.
Au printemps de 1998, il sort son sixième album intitulé E stato un piacere. 

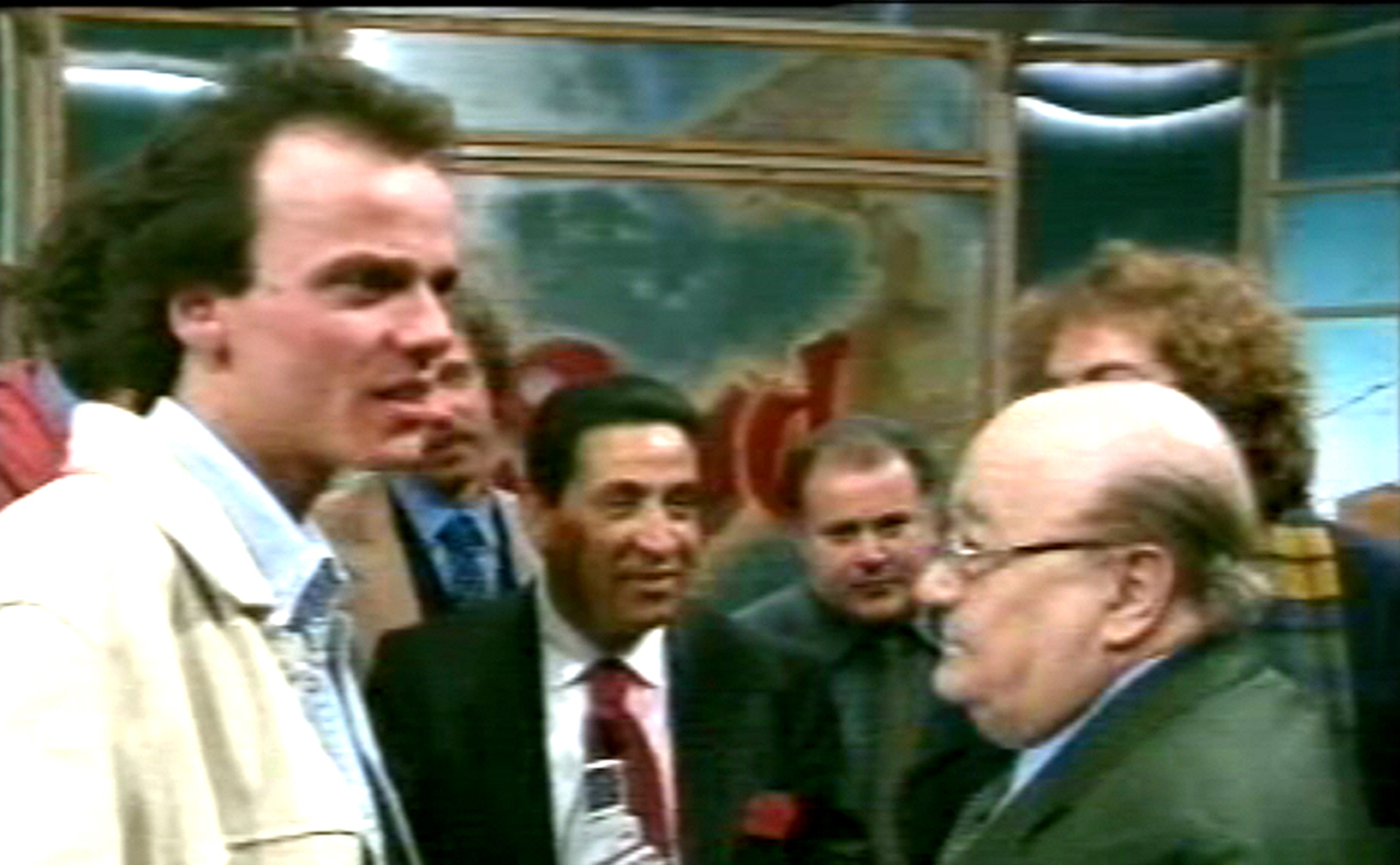
Gigi D'Alessio, Mario Trevi, Aurelio Fierro (1998)

En juin de la même année, sort dans les cinémas Annari où il est dirigé par Nini Grassia. Le chanteur joue le rôle-titre (en plus de signer la BO), avec Fabio Testi et Orso Maria Guerrini.
Il a sorti en tout 18 albums (soit 7 millions d'exemplaires vendus).

## Vie privée
Compagnon de  Anna Tatangelo, Ils sont parents d'un petit garçon prénommé Andrea, né le 31 mars 2010 à Rome. Le couple se sépare en mars 2020, Anna Tatangelo annonçant officiellement sur instagram leur séparation. Le chanteur de renommée mondiale serait actuellement en couple avec une originaire de Herstal (Belgique) mais leur relation demeure encore inconnue du grand public à ce jour.

## Discographie
- 1992 - Lasciatemi cantare
- 1993 - Scivolando verso l'alto
- 1994 - Dove mi porta il cuore
- 1995 - Passo dopo passo
- 1996 - Fuori dalla mischia
- 1998 - È stato un piacere
- 1998 - Tutto in un concerto
- 1999 - Portami con te
- 2000 - Quando la mia vita cambierà
- 2001 - Il cammino dell'età
- 2002 - El camino de la edad
- 2002 - Uno come te
- 2003 - Buona vita
- 2004 - Buona vita (Spanish version)
- 2004 - Quanti amori
- 2005 - Cuorincoro
- 2006 - Made in Italy (D'Alessio)
- 2007 - Mi faccio in quattro
- 2008 - Questo sono io
- 2009 - 6 come sei
- 2010 - Semplicemente 6
- 2017 - 24 febbraio 1967

## Filmographie
- - Il sole nello stadio, de Gianni Crea (1995)
  - Annaré, dei Ninì Grassia (1998)
  - Cient'anne, regia de Ninì Grassia (1999)
  - Malaterra, regia di Sergio Rubino, Ambrogio Crespi – docufilm (2014)
  - Addio fottuti musi verdi, de Francesco Capaldo (2017)
  - Non è Natale senza panettone, de Marco Limberti – (2019)
  - Ritoccàti!, Alessandro Guida – miniserie TV, épisode 6 (2020)
  - Mare fuori, de Ludovico Di Martino – série TV, épisode 12 de la saison 5 (2025)